# Acaciella durangensis
Acaciella durangensis är en ärtväxtart som beskrevs av Nathaniel Lord Britton och Joseph Nelson Rose. Acaciella durangensis ingår i släktet Acaciella och familjen ärtväxter. Inga underarter finns listade i Catalogue of Life.